# ضربة قاضية (فلم 1941)
ضربة قاضية (بالإنجليزية: Knockout) هو فيلم أبيض وأسود درامي أمريكي إنتاج عام 1941 أخرجه ويليام كليمنس وكتبه م. كوتس ويبستر الفيلم من بطولة آرثر كينيدي، أوليمب برادنا، فيرجينيا فيلد، أنتوني كوين، كليف إدواردز، كورنيل وايلد، تم إصدار الفيلم من قبل شركة وارنر بروس. في 29 مارس 1941. يحكي قصة ملاكم حائز على جائزة يقع تحت التأثير الشنيع لمروّج ومدير ملاكمة عديم الضمير على حساب زواجه.

## ملخص الفيلم
جوني روكيت هو أحد المواهب الصاعدة في رياضة الملاكمة، ولكن تريجو المروج غير سعيد عندما علم أن جوني يخطط للتوقف لأن هذا ما تريده خطيبته أنجيلا.
يستخدم تريجو علاقاته للتأكد من أن جوني لا يستطيع العثور على وظيفة. والآن بعد أن أصبحت زوجته أنجيلا تنتظر مولودًا، لم يعد أمام جوني خيار سوى العودة إلى الحلبة. تحاول الصحفية جلوريا فان نيس إغواء جوني، الذي يقاوم في البداية. ولكن مع تحسن سجله وصعود غروره، يبدأ جوني في إعادة اهتمام جلوريا ويخسر أنجيلا في هذه العملية. كما يطرد تريجو، لأنه يشعر أنه لم يعد بحاجة إلى مساعدة أحد.
يتسبب مخدر الذي وضعه تريجو في خسارة جوني لمباراته التالية. يتم إيقافه عن ممارسة الملاكمة. وعندما يحاول القتال تحت اسم مستعار، يصاب بالصدمة. يستعيد جوني وعيه بعدة طرق عندما يعلم أن أنجيلا كانت تدفع فواتير المستشفى الخاصة به. يجتمع الاثنان مرة أخرى، ويتوقف جوني عن ممارسة الملاكمة ليذهب للعمل في معسكر صيفي للأطفال.

## فريق التمثيل
- آرثر كينيدي في دور جوني روكيت
- أوليمب برادنا في دور أنجيلا جرينيللي
- فيرجينيا فيلد في دور جلوريا فان نيس
- أنتوني كوين في دور تريغو
- كليف إدواردز في دور بينكي
- كورنيليوس وايلد في دور توم روسي
- ريتشارد أينلي في دور أليسون
- ويليام إدموندز في دور لويس غرينيلي
- فرانك ويلكوكس في دور دينينج
- جون ريدلي في دور بات مارتن
- بن ويلدن في دور بيلكي
- تشارلز ويلسون في دور مونيجان
- إدوين ستانلي في دور طبيب

## روابط خارجية
- Knockout  في قاعدة بيانات الأفلام على الإنترنت (بالإنجليزية)
- ضربة قاضية (فلم 1941) في قاعدة بيانات تيرنر كلاسيك موفيز للأفلام.
- ضربة قاضية على موقع أول موفي.
- ضربة قاضية على فهرس معهد الفيلم الأمريكي